# Erwin Lehn
Erwin Lehn (Grünstadt, 8 juni 1919 – Stuttgart, 20 maart 2010) was een Duitse muzikant en orkestleider.

## Biografie
Lehn ging naar de gemeentelijke muziekschool in Peine en kreeg viool-, piano- en klarinetlessen, maar studeerde geen muziek. Zijn muzikale carrière begon in 1945 als pianist en arrangeur in het Radio Berlin Tanzorchester onder leiding van Michael Jary, die hij van 1947 tot 1951 dirigeerde samen met Horst Kudritzki. De eerste opnamen zijn hier gemaakt, onder andere met Helmut Zacharias en Walter Dobschinski. 
Op 1 april 1951 richtte hij in Stuttgart het South Radio Dance Orchestra van de SDR op, dat hij tot 1992 leidde. Het ontwikkelde zich snel van een radioband naar een moderne swingende bigband: Erwin Lehn en zijn Südfunk-dansorkest. Naast de band van Kurt Edelhagen bij de SWF, werd het Südfunk-dansorkest een van de toonaangevende swingbands in Duitsland tijdens de volgende jaren. Talloze gastoptredens van bekende jazzmuzikanten uit de jaren 1950 en 1960 getuigen van de erkenning die de orkestleider onder experts genoot. Sommige leden richtten later hun eigen orkesten op, waaronder Horst Jankowski, Peter Herbolzheimer, Klaus Weiss en Ernst Mosch. Met Dieter Zimmerle en Wolfram Röhrig richtte Lehn in 1955 de show Treffpunkt Jazz op voor de SDR. Lehn speelde daar met internationale jazzgrootheden als Miles Davis, Benny Goodman, Stan Getz, Lester Young, Chick Corea en Chet Baker.
Lehn was echter ook niet bang voor goede entertainmentmuziek buiten de jazz. Dit wordt aangetoond door de samenwerking met vele grootheden van dit genre zoals Alice Babs, Josephine Baker, Bibi Johns, Greetje Kauffeld, Angelina Monti, Marika Rökk, Anneliese Rothenberger, Caterina Valente, Peter Alexander, Bully Buhlan, Udo Jürgens en Bill Ramsey. Hij componeerde en schreef talloze hits en schreef de muziek voor meer dan 50 speelfilms. Samen met Paul Kuhn en Max Greger ondernam hij talloze concertreizen. Met zijn South Radio Dance Orchestra was hij ook verantwoordelijk voor de muzikale setting in tal van amusementsprogramma's van Hans Rosenthal (Allein gegen alle, Spaß muß sein, Frag mich was) in het uitzendgebied van de Süddeutscher Rundfunk.
In 1992 deed Lehn afstand van de leiding van het orkest, dat sindsdien met wisselende dirigenten optrad en in 1998 werd omgedoopt tot SWR Big Band als onderdeel van de fusie van SWF en SDR. In 1976 nam Lehn de leiding over van de Big Band aan de Muziekuniversiteit van Stuttgart, waar hij in 1985 ook werd benoemd tot ere-professor, en leverde daarmee grote bijdragen aan de promotie van jonge muzikanten. Hiervoor werd hij op 27 april 1982 bekroond met de Orde van Verdienste van de Bondsrepubliek Duitsland. In 1997 droeg hij het management van de band over aan Bernd Konrad. Erwin Lehn werd in 2001 geëerd met de Duitse Jazz Trofee voor zijn levenswerk. Hij was een groot fan van de Stuttgarter Kickers, voor wiens clublied hij de muziek schreef.

## Overlijden
Erwin Lehn overleed in maart 2010 op 90-jarige leeftijd.